# Cincinnati Open 1971
Il Cincinnati Open 1971 è stato un torneo di tennis. È stata la 70ª edizione del Cincinnati Open, che fa parte del Pepsi-Cola Grand Prix 1971 e del Women's International Grand Prix 1971. Il torneo si è giocato a Cincinnati in Ohio negli USA su campi in terra rossa dal 2 all'8 agosto 1971.

## Campioni

### Singolare maschile
Stan Smith ha battuto in finale  Juan Gisbert con il punteggio di 7–6, 6–3

### Singolare femminile
Virginia Wade ha battuto in finale  Linda Tuero con il punteggio di 6–3, 6–3

### Doppio maschile
Stan Smith /  Erik Van Dillen hanno battuto in finale  Sandy Mayer /  Roscoe Tanner con il punteggio di 6–4, 6–4

### Doppio femminile
Helen Gourlay /  Kerry Harris hanno battuto in finale  Gail Sherriff /  Winnie Shaw con il punteggio di 6–4, 6–4